# 斯特拉斯堡乡区
斯特拉斯堡乡区（法語：arrondissement de Strasbourg-Campagne）是法国下莱茵省的一个旧区。总面积684平方公里，总人口264424，人口密度386人/平方公里（2012年）。主要城镇为斯特拉斯堡。该区在2015年的区改革中被撤销，其市镇被划至萨韦尔讷区、斯特拉斯堡区、阿格诺-维桑堡区和莫尔塞姆区。

## 辖区
斯特拉斯堡乡区曾辖有104个市镇。